# Station Beckingen
Station Beckingen is een spoorwegstation in de Duitse plaats Beckingen aan de spoorlijn Saarbrücken - Karthaus. Het station werd in 1868 geopend.